# Клес, Ульрих
Ульрих Клес (нем. Ulrich Klaes, 1 февраля 1946, Эссен, Британская зона оккупации Германии) — немецкий хоккеист (хоккей на траве), защитник. Олимпийский чемпион 1972 года.

## Биография
Ульрих Клес родился 1 февраля 1946 года в немецком городе Эссен.
Играл в хоккей на траве за «Рот-Вайс» из Кёльна, в составе которого был чемпионом ФРГ в 1972—1974 годах.
Дебютировал в сборной ФРГ в 1971 году. Обладал высокой скоростью, пробегая 100 метров менее чем на 11 секунд.
В 1972 году вошёл в состав сборной ФРГ по хоккею на траве на Олимпийских играх в Мюнхене и завоевал золотую медаль. Играл на позиции защитника, провёл 6 матчей, забил 1 мяч в ворота сборной Бельгии.
11 сентября 1972 года удостоен высшей спортивной награды ФРГ — «Серебряного лаврового листа».
В 1971—1972 годах провёл за сборную ФРГ 9 матчей. После Олимпиады за национальную команду не играл.
Работает менеджером в топливной промышленности.